# Jämthund
Jämthund – jedna z ras psów, należąca do grupy szpiców i psów pierwotnych, zaklasyfikowana do sekcji północnych szpiców myśliwskich. W krajach skandynawskich podlega próbom pracy.

## Rys historyczny
Nazwa jämthund pochodzi od krainy Jämtlandii. Szpic ten jest popularny w Szwecji, jednak rzadko spotykany poza nią. Spokrewniopny z norweskim elkhundem występuje od dawna głównie w północnej Szwecji. W 1946 roku jämthunda uznano za odrębna rasę.

## Wygląd
Jämthund przypomina wyglądem norweskiego elkhunda, jest jednak o około 10 cm wyższy i ma jasne znakowania na pysku.

### Szata i umaszczenie
Umaszczenie u jämthunda jest szare z jaśniejszymi znaczeniami na kufie oraz na policzkach, gardle i spodzie ciała.

## Użytkowość
Jämthund został wyhodowany do polowań na grubą zwierzynę, taką jak:  m.in. łosie, niedźwiedzie i wilki. Współcześnie jest wykorzystywany do polowań na różnorodną zdobycz.

## Zachowanie i charakter
Jämthund jest psem pewnym siebie i inteligentnym. Toleruje dzieci, potrzebuje dużo ruchu i regularnego szczotkowania sierści.